# Мексикано-апачские войны

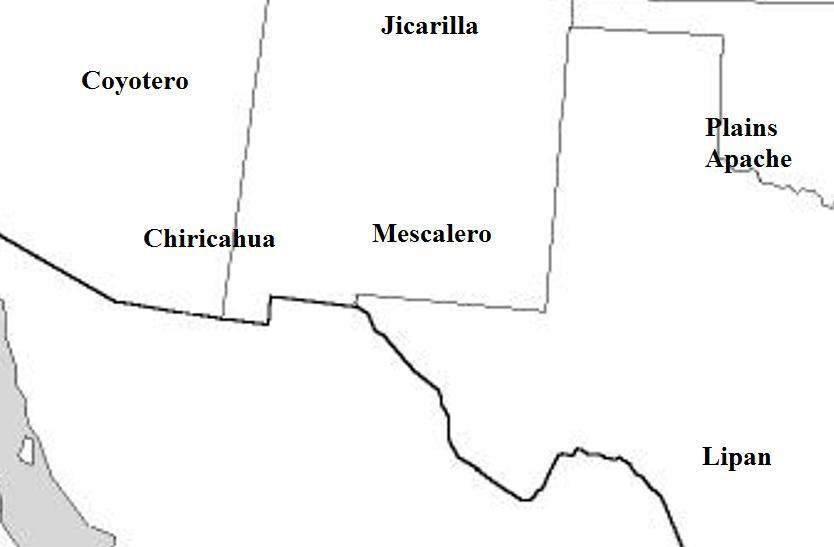
Приблизительное расположение основных апачских племён, 1840. Большинство набегов на Мексику были совершены из Чирикахуа и Мескалеро.

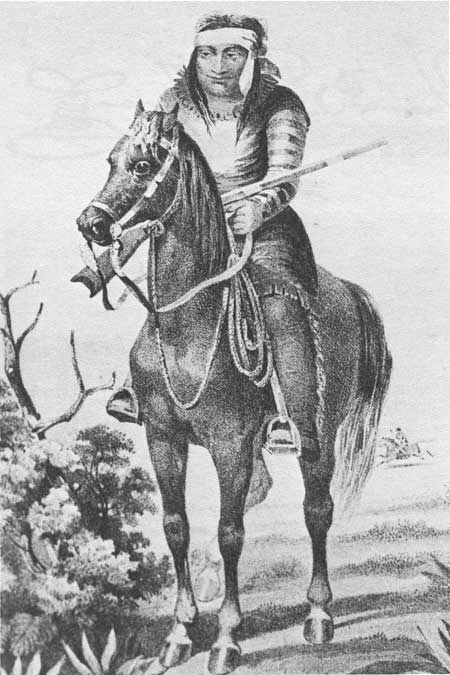
Липан-апач в 1857. Липаны были самыми восточными из апачей, жившими в Сан-Антонио (Техас) в начале XIX века.

Мексикано-апачские войны — серия конфликтов между Испанией, впоследствии Мексикой и апачскими племенами. Эти войны начались с 1600 года, когда на территорию сегодняшнего Нью-Мексико прибыли испанские колонисты. Война между мексиканцами и апачами была особенно интенсивной в период с 1831 по 1850 годы. Впоследствии, мексиканские столкновения с апачами совпали с апачскими войнами, которые вели Соединённые штаты, такими как Война Викторио. Мексика продолжала боевые действия против враждебных апачских банд вплоть до конца 1915 года.
Другие конфликты, с участием апачей см. Войны апачей.

## Война с Испанией
Впервые испанцы встретились с апачами, которых они назвали Кверечо, в 1541 году в районе Техасского выступа. В то время апачи были кочевниками и охотились на бизонов, налаживая торговлю с племенами пуэбло из долины реки Рио-Гранде. Первые контакты проходили в дружелюбной атмосфере, однако в 17-м веке, отношения между испанцами и апачами ухудшились из-за постоянных рейдов последних на испанские и пуэблские поселения в Нью-Мексико.
Апачи были вынуждены мигрировать на юг и запад, под натиском команчей, которые расширяли свои территории к югу. Будучи изгнанными из богатых буйволами Великих равнин в более суровые пустыни и горы на юго-западе, апачи были вынуждены искать новые средства к существованию, главным из которых явились набеги. В 1692 году они жили на территории современного Чиуауа. По прошествии некоторого времени, они посетили Сонору и Коауила, по всей видимости поглотив несколько других индейских племён с пограничных областей будущих Мексиканских Соединённых Штатов, таких как Сума, Мансо, Яно и Йоком. Чиуауа, Сонора и Коауила были более заселены и богаты, чем испанские колонии в Нью-Мексико и апачские набеги вскоре стали серьёзной проблемой. В 1737 году один испанский офицер сказал: «Множество шахт разрушено, 15 крупных estancias [ранчо] вдоль границы совершенно уничтожено, потеряно двести голов крупного рогатого скота, мулов и лошадей; несколько миссионеров сожжены и двести христиан пали от рук апачей, которые, вооруженные лишь луком и стрелами, убивают и воруют скот».
В ответ на апачскую угрозу, испанцы решили построить цепь президио (фортов) вдоль своей северной границы; предпринять несколько карательных походов против апачей (в основном, вместе с союзниками из других индейских племён) и попытаться заключить с ними мир. Самым крупным президио был Ханос. Другой, Президио Сан-Августин дель Тусон, стал первым испанским поселением в Аризоне. В результате этих карательных походов испанцы понесли огромные потери, и не смогли остановить апачей. Напряжённость конфликта достигла пика в период с 1771 по 1776 годы, когда в Чиуауа и Коауила «1674 испанца было убито, 154 взяты в плен, свыше сотни ранчо разорены и угнано больше 68 тысяч животных». Большинство убитых «испанцев» вероятно были метисами и христианскими индейцами. Потери апачей также были тяжёлыми. В октябре и ноябре 1775, испанский отряд, возглавляемый Хьюго О'Конором, убил в Нью-Мексико 132 апача и захватил 104 индейца в плен.
В 1786 году вице-король Мексики, Бернардо де Гальвез, издал Instrucción о продолжении войны с апачами с целью склонить их к миру. Боевые действия усилились, однако, в это самое время, апачи добровольно сдались и согласились поселиться в президио, при условии, что их будут обеспечивать провизией. Ещё одним фактором, побудившим апачей заключить мир, стал тот факт, что Нью-Мексико заключила мир с команчами в 1786 году, которые незамедлительно присоединились к испанцам в борьбе с апачами. К 1790 году, большинство апачских банд, не имеющих центрального руководства, заключили мир с Испанией. А к 1793 почти 2000 апачей поселилось в десятках президио, в том числе 400 в Ханосе и 800 в Эль Норте (Эль-Пасо, Техас). Число апачей, живших в горах и пустынях неизвестно. Относительный мир между апачами, испанцами и мексиканцами продолжался до 1831 года.

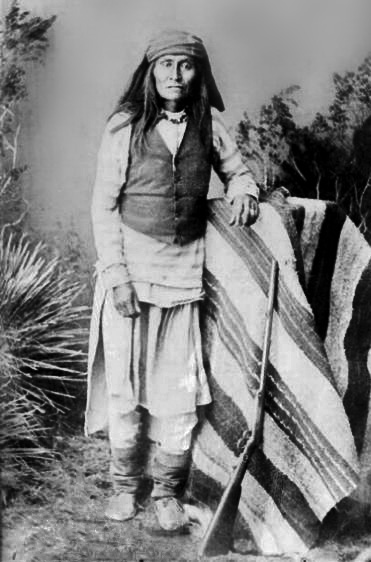
Сын Мангаса Колорадаса, одного из самых известных вождей апачей 1850-х. Фото сделано в 1884.

## Война с Мексикой
Когда Мексика получила независимость в 1821 году, многолетний мир с апачами стал разваливаться. Количество солдат на границах в президио сократилось, как и бюджет на содержание апачей. Ключевым моментом, приведшим к войне, стало то, что в 1831 году мексиканское правительство урезало рацион апачей, живших около президио. 2000 апачей быстро покинули насиженные места, так как для выживания им вновь необходимо было начать заниматься охотой и собирательством. Командир Чиуауа объявил войну апачам 16 октября 1831 года и начал боевые действия против них. Мексика была плохо подготовлена для этой войны. Больше всех пострадали два штата — Чиуауа и Сонора, которые действовали почти независимо друг от друга и федерального правительства. У Соноры (в которую входила в то время Аризона) была низкая плотность населения, примерно 50000 человек; Чиуауа была более густо заселена — 134000 человек, к тому же там было лучше организовано правительство.
Наиболее рьяными участниками этой войны со стороны апачей были племена Чирикауа (которых мексиканцы называли «Gileños») и Мескалеро, численностью от 2500 до 3000 человек. Ни одно из этих племён не имело центральной власти, они состояли из ряда независимых банд, численностью от 100 до 500, каждая из которых принимала собственное решение касательно войны или мира с Мексикой. Банды часто заключали временные альянсы, чтобы объединёнными силами выступить против мексиканцев, однако большинство апачских рейдов были относительно небольшого масштаба, с участием нескольких десятков воинов. Также апачи договаривались отдельно с мексиканскими штатами и муниципалитетами, продолжая воевать с одними и заключая мир с другими. Мексиканская проблема мобильных и неуловимых апачей усугублялась возросшей враждебностью команчей, кайова и кайова-апачей, которые, особенно в 1840-х и 1850-х годах, сотнями нападали на северо-восточную Мексику из своих убежищ на техасских равнинах. (См: Мексикано-команчские войны)
Набеги апачей в 1831 году носили уклончивый характер. Например, вождь по имени Хуан Хосе Компа, который умел читать и говорить по-испански, поочередно то нападал, то заключал мир с мексиканскими властями. Чаще всего, целью апачских набегов был угон скота и другого имущества; однако общим для апачей modus operandi было: продвижение небольших верховых групп в Мексику — встреча с другими группами — атака поселений — убийство мужчин и захват в плен женщин, детей и вожделенного скота — отступление восвояси — устройство засад для предотвращения погони. Апачи избегали генеральных сражений, за исключением тех случаев, когда они превосходили числом мексиканские войска или использовали элемент неожиданности.
Цепь из 18 президио, тянущихся вдоль Соноры, Чиуауа, Нью-Мексико и будущей Аризоны была стержнем мексиканской защиты от набегов апачей. До обретения независимости в каждом президио находилось по 100 солдат и по 3-5 офицеров. Теперь же, средства и кадры для поддержки президио сократились. В Соноре, в 1833 году правительство штата потребовало общественных пожертвований на нужды обороны, а в 1834 году сократило зарплату всем штатным чиновникам от 10 до 33 процентов, направив вырученные деньги на вербовку новых солдат. В Чиуауа, в 1832 году в дополнение к президио было приказано всем гражданским мужчинам постоянно носить оружие, все занятые территории укрепить и организовать оборону на местах. К началу 1840-х у Чиуауа было под ружьём 1500 солдат вдобавок к местным силам обороны. Однако, большинство этих сил привыкли обороняться от команчей, и не умели сражаться с апачами.

## Охотники за скальпами

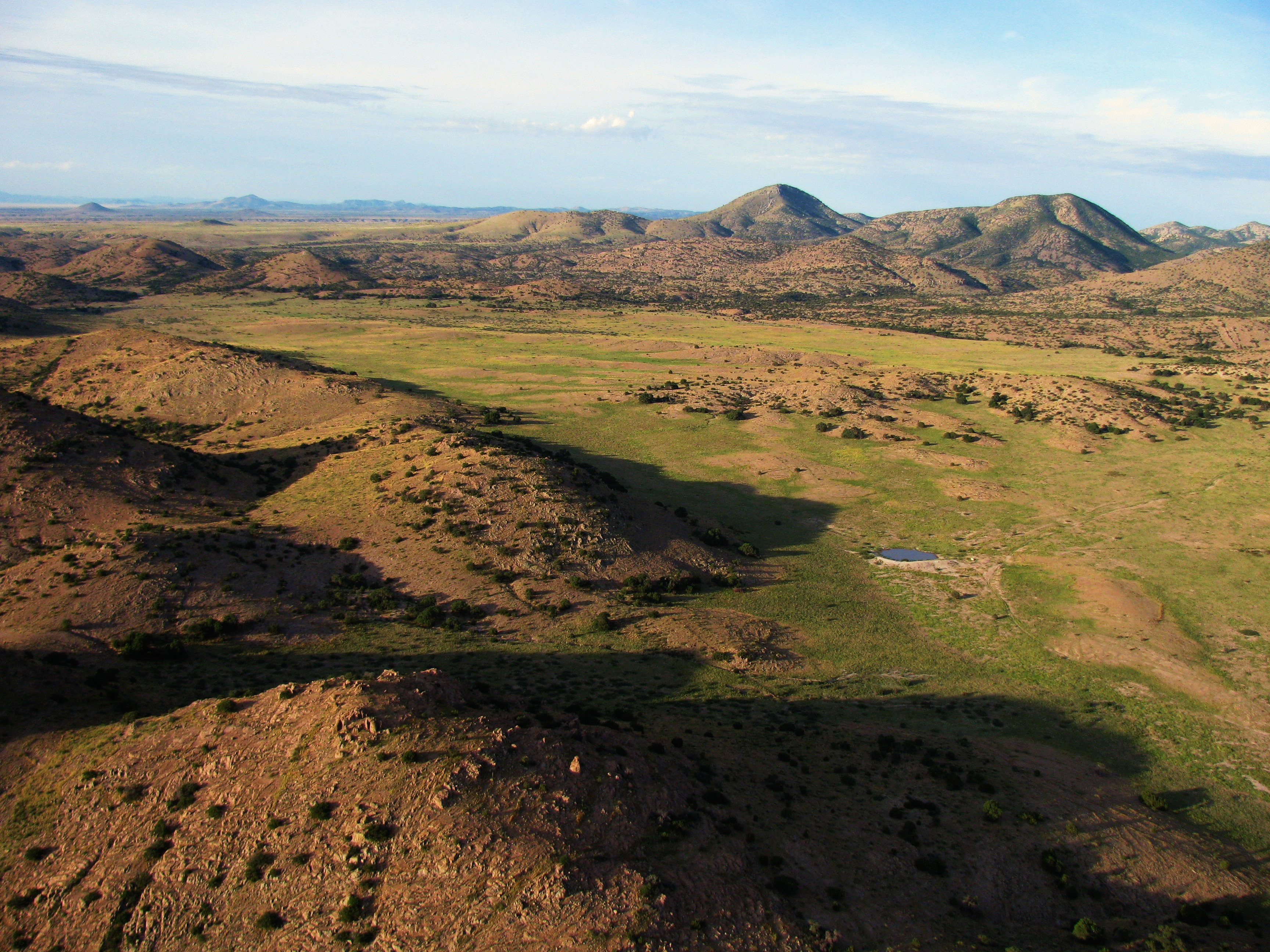
Резня апачей Джоном Джонсоном в 1837 году произошла здесь, неподалёку от Долины Душ, Нью-Мексико. Типичный пейзаж для апачей — сочетание пустынных равнин и скалистых гор.

В 1835 году правительство Соноры объявило награду за голову апача, которая, со временем, превратилась в выплату по 100 песо за каждый скальп мужчины от 14 лет и старше. Позже, Чиуауа предложила такую же награду за мужчину плюс 50 за захват взрослой женщины и 25 песо за детей младше 14. Охотникам за головами было также разрешено оставить себе имущество захваченного апача. Награда за апача-мужчину была больше, чем большинство мексиканских и американских рабочих зарабатывало за целый год. Однако неясно, было ли уплачено обещанное вознаграждение в течение первых нескольких лет.
Одним из самых известных сражений (по сути, кровавой резней) была битва, в которой участвовал гражданин Соединённых штатов по имени Джон Джонсон, житель Соноры, возглавивший экспедицию против апачей в апреле 1837 года. Апачи совершали набеги близ муниципалитета Монтесума и постоянно угоняли скот. Джонсон собрал вместе 17 североамериканских и 5 мексиканских погонщиков мулов, по всей видимости, на деньги правительства Соноры. Кроме того, у него было несколько артиллерийских орудий, вероятно вертлюжных пушек — и тем не менее, этого было явно недостаточно, чтобы вернуть мулов назад в президио Фронтерас. Джонсон обнаружил лагерь апачей рядом с южной оконечностью Гор душ в Нью-Мексико. Хуан Хосе Компа возглавлял группу, состоящую из, по словам Джонсона, 80 человек, не считая женщин и детей. Джонсон и его люди напали на апачей, убив 20 из них, включая самого Компа и ранили ещё 20. За это деяние Джонсон получил награду в 100 песо и официальную благодарность от правительства штата. После смерти Компа, наиболее значимым вождём апачей стал Мангас Колорадас (Красные Рукава).
Однако карательные походы, сродни тому, что провёл Джонсон, не столько пугали апачей, сколько распаляли их. Богатейшая медная шахта Санта-Рита в Нью-Мексико была основной целью Манагаса Колорадаса и его приспешников. В 1838 году вблизи шахты ими были убиты 22 охотника на пушных зверей а также саботированы линии подачи. Примерно 300—400 жителей Санта-Риты попытались бежать на юг, к президио Ханос, которое находилось за 150 миль. Однако апачи настигли их и почти всех перебили. Впоследствии, шахта Санта-Рита простаивала вплоть до 1873 года, когда вождь апачей Кочис подписал мирный договор с США и шахта возобновила работу.
В 1839 году североамериканец Джеймс Киркер заключил контракт с губернатором Чиуауа в 25000 песо на формирование отряда из 200 человек против апачей. Заместитель Киркера был из племени шауни, индеец по имени Скайбак. «Шаунас» или шауни — так люди Киркера кроме собственно племени, называли делаваров, беглых рабов из США, а также англоговорящих и мексиканцев. Небольшая армия Киркера, по-видимому, только усугубила ситуацию, убивая дружественных апачей, которые собирались заключить мир, тем самым спровоцировав увеличение количества набегов. В 1846 году Киркер и местные мексиканцы устроили беспощадную резню, убив 130 мирных апачей из Галеаны, Чиуауа. Киркер утверждал, что он судил их за угон скота.
В 1849 году закон о награде в Чиуауа стал официально закреплён. За пленение взрослого апача давали 250 песо, за женщин и детей по — 150. Мёртвый апач стоил 200 песо, его скальп отдавали местным властям для проверки. В тот год штат выплатил 17896 песо за скальпы и пленников, после чего от закона пришлось отказаться, так как он очень дорого обходился, тем более что в большинстве случаев скальп апача нельзя было отличить от скальпа других индейцев или мексиканцев.
Карательные походы Джонсона, Киркера и других мексиканских отрядов не смогли сократить объём и масштаб апачских бесчинств.
Война с апачами и участие в ней охотников за скальпами служит фоном для событий художественного романа Кормака Маккарти «Кровавый меридиан, или Закатный багрянец на западе».

## Потери
Совершенно не представляется возможным дать точную оценку количеству потерь мексиканцев и апачей, однако историк Уильям Е. Гриффен обнаружил некоторые сведения, иллюстрирующие размах войны в Чиуауа. В период с 1832 по 1849 годы было описано 1707 встреч с индейцами, 80 процентов которых закончились вооружёнными стычками между индейцами и мексиканцами. Из них, непосредственно с апачами — 1040. Оставшиеся 667 пришлись на команчей и другие индейские племена. Этих сведений оказалось достаточно, чтобы оценить потери в промежутке с 1835 по 1846 годы. Всего за эти 9 лет было убито 1394 мексиканца, из которых 774 убили апачи и 620 были убиты команчами и другими племенами. Со стороны индейцев погибло 559 человек, из них 373 апача и 186 команчей и индейцев других племён. Потери подсчитаны, включая женщин и детей. Безусловно, большое количество смертей было попросту не зарегистрировано.

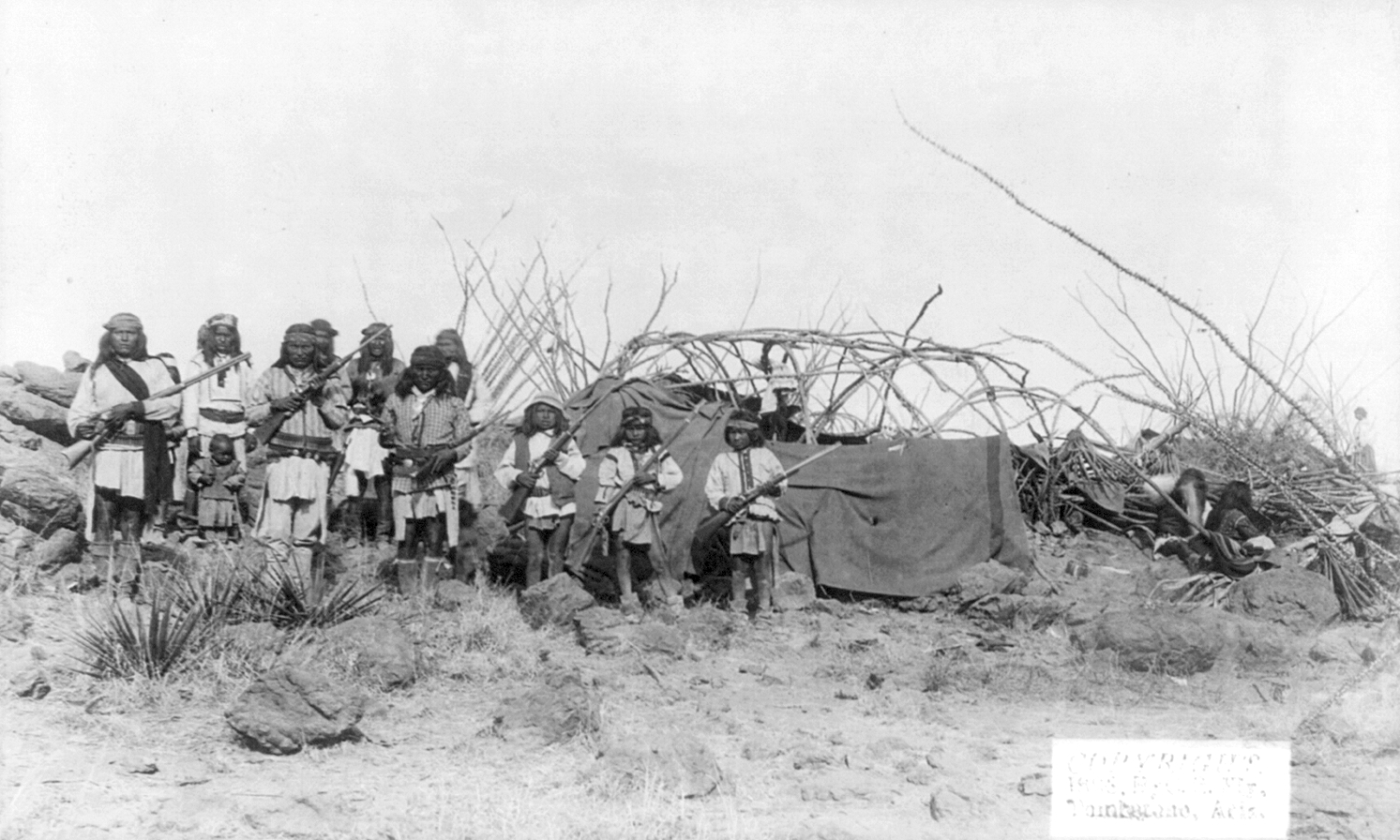
Последний лагерь Джеронимо и его воинов. Фотография сделана во время его капитуляции в 1886 в Нью-Мексико, возле мексиканской границы.

Смертность от войны с апачами в Соноре возможно была ещё выше, однако данные, которыми располагают исследователи, и вовсе анекдотичны. По официальным мексиканским подсчётам, 5000 жителей Соноры погибли от рук апачей в 1830-х. Это кажется сильно преувеличенным, хотя, несомненно, потери были существенны. Население города Ариспе сократилось с 7000 до 1500 человек за несколько лет, потому что было необходимо перенести столицу из-за набегов апачей. Тусон был атакован несколько раз и до 200 человек было убито проникавшими сквозь стены президио Фронтерас апачами между 1832 и 1849 годами.
Очевидно, что оборонительные ресурсы Мексики были сильно истощены набегами апачей и команчей, в то время, как Мексика страдала от «централизма, клерикализма, милитаризма и американского империализма».

## Участие США
Победа США в американо-мексиканской войне и аннексия большей части северной Мексики в 1848 году изначально не влияли на идущую войну между Мексикой и апачами, так как набеги на Мексику и на новые территории Соединённых Штатов продолжались, как ни в чём не бывало. Однако со временем, США приняли на себя задачу разгромить и умиротворить апачей, большинство из которых проживали теперь в Соединённых Штатах. Дружественные апачи использовались в качестве разведчиков, чтобы находить и сражаться с враждебными апачами, что по сути, сыграло ключевую роль в успехе США (См. Апачи-разведчики)
Последнюю группировку апачских ополченцев возглавлял Джеронимо, который сдался в 1886 году. Тем не менее, некоторые апачи продолжали разбой на территории США и Мексики ещё много лет (см. Апачские войны), иллюстрируя упорство и неуловимость апачей. Тысячи американских и мексиканских солдат апачей-разведчиков преследовали Джеронимо больше года, главным образом в северной Мексике, пока он со своими людьми в количестве всего лишь 36 человек (включая женщин и детей) не был вынужден сдаться.